# Busson (Haute-Marne)
Pour les articles homonymes, voir Busson.
Busson est une commune française située dans le département de la Haute-Marne, en région Grand Est.

## Géographie

### Hydrographie
La commune est dans la région hydrographique « la Seine de sa source au confluent de l'Oise (exclu) » au sein du bassin Seine-Normandie. Elle est drainée par la Joux,.

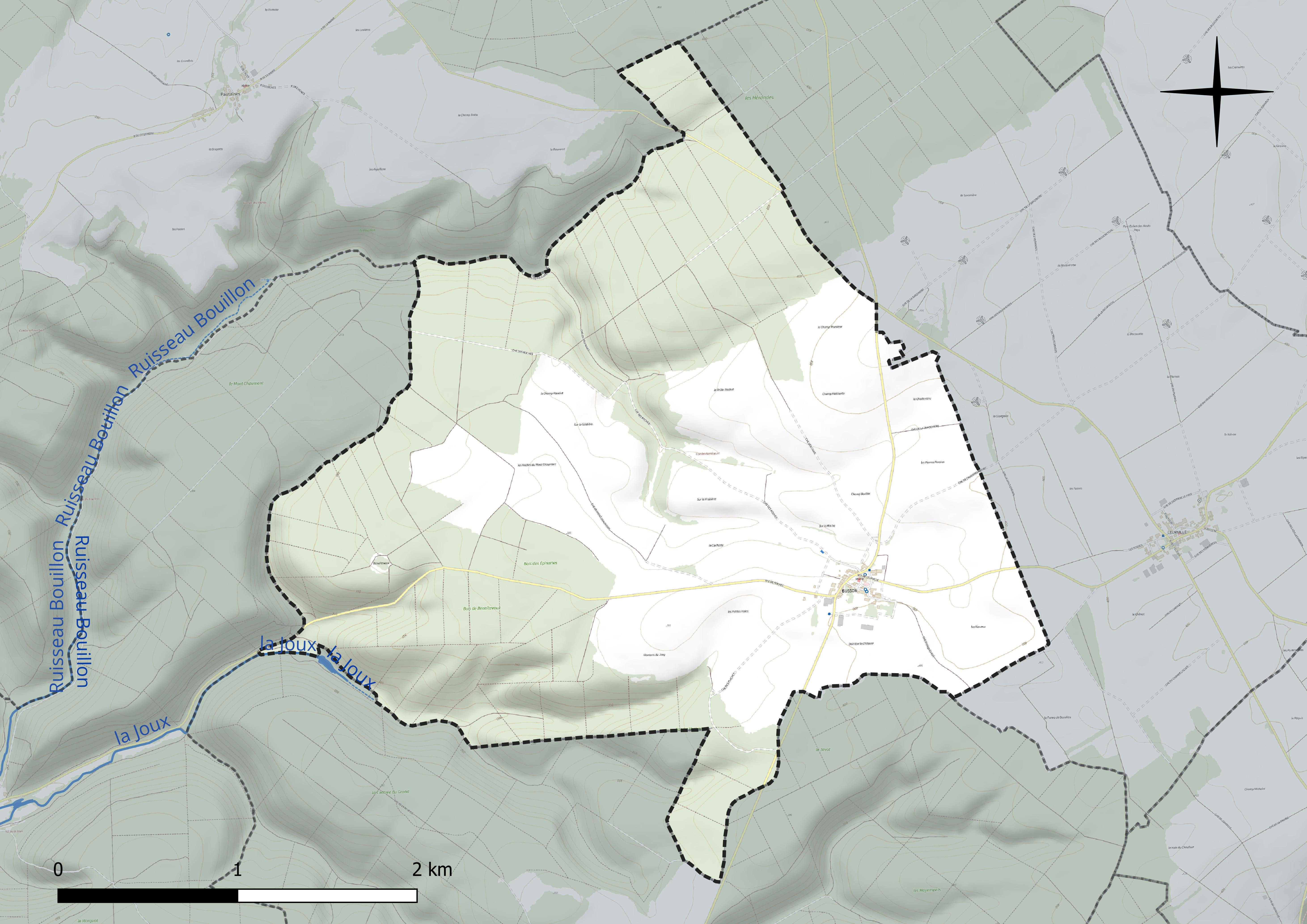
Réseau hydrographique de Busson.

### Climat
Pour des articles plus généraux, voir Climat du Grand Est et Climat de la Haute-Marne.
En 2010, le climat de la commune est de type climat de montagne, selon une étude du Centre national de la recherche scientifique s'appuyant sur une série de données couvrant la période 1971-2000. En 2020, Météo-France publie une typologie des climats de la France métropolitaine dans laquelle la commune est exposée à un climat océanique altéré et est dans la région climatique Lorraine, plateau de Langres, Morvan, caractérisée par un hiver rude (1,5 °C), des vents modérés et des brouillards fréquents en automne et hiver.
Pour la période 1971-2000, la température annuelle moyenne est de 9,5 °C, avec une amplitude thermique annuelle de 16,5 °C. Le cumul annuel moyen de précipitations est de 1 032 mm, avec 13,8 jours de précipitations en janvier et 10 jours en juillet. Pour la période 1991-2020, la température moyenne annuelle observée sur la station météorologique installée sur la commune est de 10,1 °C et le cumul annuel moyen de précipitations est de 1 085,5 mm. 
La température maximale relevée sur cette station est de 39,1 °C, atteinte le 25 juillet 2019 ; la température minimale est de −17,7 °C, atteinte le 5 janvier 1995,,.
| Mois                                  | jan.             | fév.           | mars           | avril         | mai             | juin          | jui.          | août           | sep.           | oct.          | nov.             | déc.           | année      |
| ------------------------------------- | ---------------- | -------------- | -------------- | ------------- | --------------- | ------------- | ------------- | -------------- | -------------- | ------------- | ---------------- | -------------- | ---------- |
| Température minimale moyenne (°C)     | −0,4             | −0,2           | 1,8            | 4,1           | 7,7             | 10,8          | 12,9          | 13,1           | 9,8            | 7,1           | 3,1              | 0,6            | 5,9        |
| Température moyenne (°C)              | 2                | 2,9            | 6,1            | 9,3           | 13,1            | 16,5          | 18,7          | 18,6           | 14,7           | 10,7          | 5,8              | 2,9            | 10,1       |
| Température maximale moyenne (°C)     | 4,5              | 6,1            | 10,4           | 14,5          | 18,5            | 22,3          | 24,6          | 24,1           | 19,5           | 14,4          | 8,5              | 5,2            | 14,4       |
| Record de froid (°C) date du record   | −17,7 05.01.1995 | −15,6 01.02.03 | −17,6 01.03.05 | −7,5 08.04.03 | −2,4 15.05.1995 | 0,1 04.06.01  | 3,9 14.07.04  | 3,4 31.08.1995 | 0,8 30.09.1995 | −4,6 29.10.12 | −12,1 24.11.1998 | −17,5 20.12.09 | −17,7 1995 |
| Record de chaleur (°C) date du record | 15 01.01.23      | 22,2 27.02.19  | 24,8 31.03.21  | 26,6 30.04.05 | 31,3 28.05.17   | 35,7 22.06.17 | 39,1 25.07.19 | 38,2 12.08.03  | 32,6 14.09.20  | 27,7 02.10.23 | 22,2 07.11.15    | 16 17.12.19    | 39,1 2019  |
| Précipitations (mm)                   | 105              | 89,2           | 82,8           | 71,1          | 92,8            | 73,8          | 79,9          | 89,9           | 81,2           | 99,3          | 106,3            | 114,2          | 1 085,5    |

| Diagramme climatique                                  |             |             |             |             |              |              |              |             |             |             |             |
| J                                                     | F           | M           | A           | M           | J            | J            | A            | S           | O           | N           | D           |
| 4,5−0,4105                                            | 6,1−0,289,2 | 10,41,882,8 | 14,54,171,1 | 18,57,792,8 | 22,310,873,8 | 24,612,979,9 | 24,113,189,9 | 19,59,881,2 | 14,47,199,3 | 8,53,1106,3 | 5,20,6114,2 |
| Moyennes : • Temp. maxi et mini °C • Précipitation mm |             |             |             |             |              |              |              |             |             |             |             |

Les paramètres climatiques de la commune ont été estimés pour le milieu du siècle (2041-2070) selon différents scénarios d'émission de gaz à effet de serre à partir des nouvelles projections climatiques de référence DRIAS-2020. Ils sont consultables sur un site dédié publié par Météo-France en novembre 2022.

## Urbanisme

### Typologie
Au 1er janvier 2024, Busson est catégorisée commune rurale à habitat très dispersé, selon la nouvelle grille communale de densité à sept niveaux définie par l'Insee en 2022.
Elle est située hors unité urbaine. Par ailleurs la commune fait partie de l'aire d'attraction de Chaumont, dont elle est une commune de la couronne,. Cette aire, qui regroupe 112 communes, est catégorisée dans les aires de 50 000 à moins de 200 000 habitants,.

### Occupation des sols
L'occupation des sols de la commune, telle qu'elle ressort de la base de données européenne d’occupation biophysique des sols Corine Land Cover (CLC), est marquée par l'importance des forêts et milieux semi-naturels (53,1 % en 2018), une proportion sensiblement équivalente à celle de 1990 (53,6 %). La répartition détaillée en 2018 est la suivante : 
forêts (43,4 %), terres arables (41,6 %), milieux à végétation arbustive et/ou herbacée (9,8 %), prairies (5,3 %). L'évolution de l’occupation des sols de la commune et de ses infrastructures peut être observée sur les différentes représentations cartographiques du territoire : la carte de Cassini (XVIIIe siècle), la carte d'état-major (1820-1866) et les cartes ou photos aériennes de l'IGN pour la période actuelle (1950 à aujourd'hui).

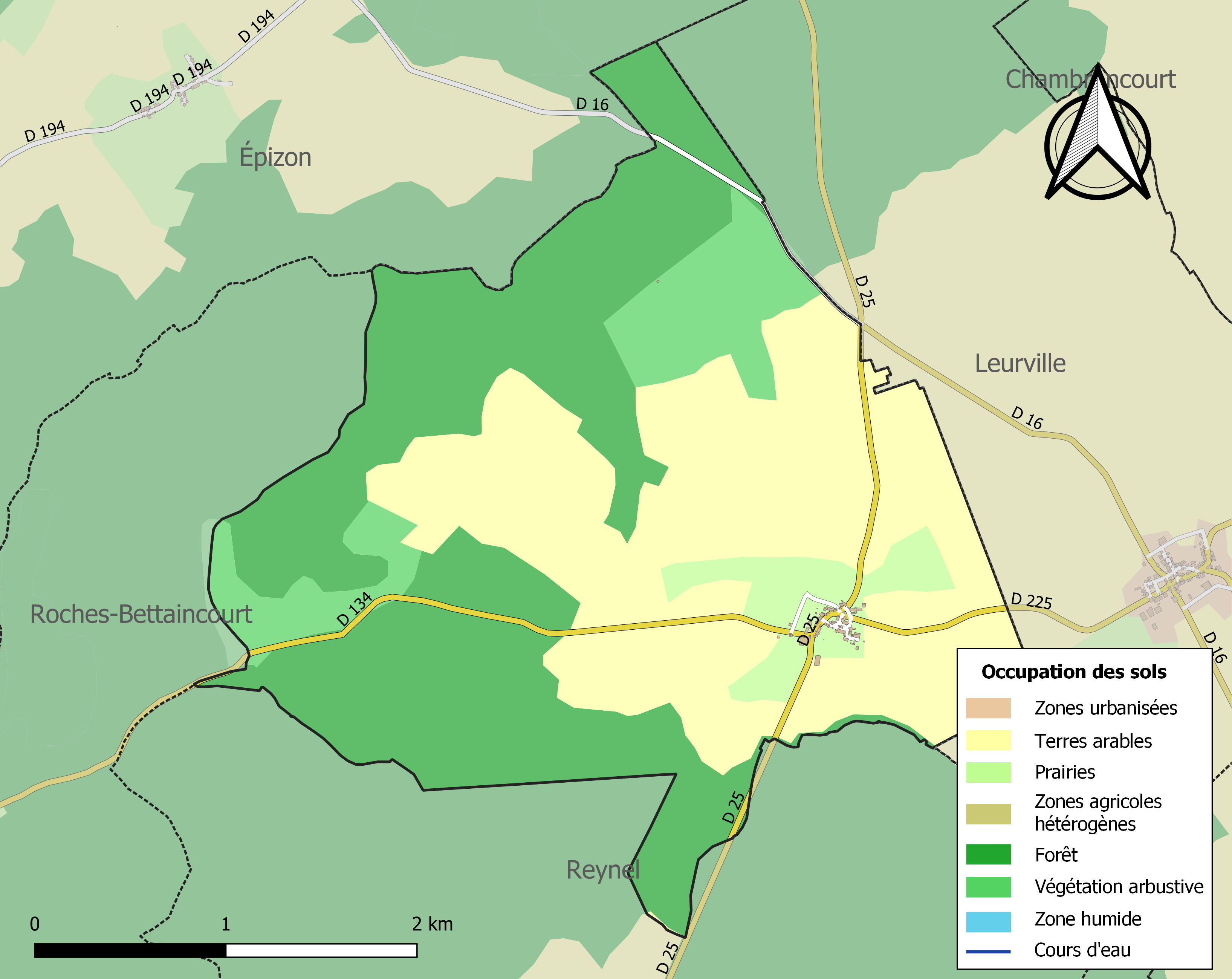
Carte des infrastructures et de l'occupation des sols de la commune en 2018 (CLC).

## Toponymie
Le nom de la localité est attesté sous les formes Pierres, curez de Busson (1278) ; Ecclesia de Bussono (1402) ; Buisson (1700).

Diminutif de Busse, nom qui désigne un tonneau en ancien français. Sobriquet s'appliquant sans doute à un tonnelier.

## Histoire

### Abbaye de Benoîtevaux
L'abbaye de Benoîtevaux est une ancienne abbaye cistercienne de femmes fondée en 1198 sur des terres données par Wiard, seigneur de Reynel, et sa femme Ermengarde de Vignory.

## Politique et administration

### Liste des maires
| Période                                  | Période  | Identité       | Étiquette | Qualité |
| ---------------------------------------- | -------- | -------------- | --------- | ------- |
| Les données manquantes sont à compléter. |          |                |           |         |
| avant 1981                               | ?        | Jean Depoisson | DVG       |         |
| mars 2001                                | 2014     | Jacky Gérard   |           |         |
| 2014                                     | 2020     | René Bérard    |           |         |
| 2020                                     | En cours | Antony Cornot  |           |         |

## Population et société

### Démographie
L'évolution du nombre d'habitants est connue à travers les recensements de la population effectués dans la commune depuis 1793. Pour les communes de moins de 10 000 habitants, une enquête de recensement portant sur toute la population est réalisée tous les cinq ans, les populations de référence des années intermédiaires étant quant à elles estimées par interpolation ou extrapolation. Pour la commune, le premier recensement exhaustif entrant dans le cadre du nouveau dispositif a été réalisé en 2004.

En 2022, la commune comptait 46 habitants, en évolution de +21,05 % par rapport à 2016 (Haute-Marne : −4,62 %, France hors Mayotte : +2,11 %).
| 1793 | 1800 | 1806 | 1821 | 1831 | 1836 | 1841 | 1846 | 1851 |
| ---- | ---- | ---- | ---- | ---- | ---- | ---- | ---- | ---- |
| 177  | 178  | 181  | 174  | 191  | 199  | 194  | 226  | 222  |

| 1856 | 1861 | 1866 | 1872 | 1876 | 1881 | 1886 | 1891 | 1896 |
| ---- | ---- | ---- | ---- | ---- | ---- | ---- | ---- | ---- |
| 227  | 223  | 232  | 211  | 195  | 168  | 173  | 165  | 135  |

| 1901 | 1906 | 1911 | 1921 | 1926 | 1931 | 1936 | 1946 | 1954 |
| ---- | ---- | ---- | ---- | ---- | ---- | ---- | ---- | ---- |
| 125  | 113  | 122  | 101  | 83   | 79   | 70   | 62   | 65   |

| 1962 | 1968 | 1975 | 1982 | 1990 | 1999 | 2004 | 2006 | 2009 |
| ---- | ---- | ---- | ---- | ---- | ---- | ---- | ---- | ---- |
| 60   | 72   | 54   | 45   | 42   | 36   | 42   | 42   | 39   |

| 2014 | 2019 | 2022 | - | - | - | - | - | - |
| ---- | ---- | ---- | - | - | - | - | - | - |
| 39   | 42   | 46   | - | - | - | - | - | - |

## Culture locale et patrimoine

### Personnalités liées à la commune
- Georges Gautier-Puissant (1771-1850) : officier, industriel et maire de Charleroi, né à Busson.